# Zastava ljudskih prava
Zastava ljudskih prava je zastava koja se koristi u Nizozemskoj i simbolizira jednakost svih ljudi na zemlji te potiče na poštivanje i podršku konceptu ljudskih prava. Svrha zastave je stvoriti međunarodnu svijest o ljudskim pravima i ujediniti ljude u njihovoj predanosti jednakosti i poštivanju temeljnih prava svih pojedinaca. Zastava je službeno pokrenuta 10. prosinca 2020.

## Inicijativa
Zastava ljudskih prava nizozemska je inicijativa koju su pokrenule nizozemske agencije za borbu protiv diskriminacije koje surađuju pod imenom Discriminatie.nl. Zastavu je osmislio Tûmba, centar znanja o diskriminaciji i raznolikosti u Leeuwardenu.

## Dizajn
Zastavu je dizajnirao dizajner iz Leeuwardena Menno de Boer. Polazna točka dizajna bila je ideja da postoji mnogo toga što povezuje ljude, poput dijeljenja zemlje, neba i „mjesta pod suncem”, te tjelesna građa od DNK, bez obzira na vanjske razlike. Dizajner je ovu ideju pretočio u dizajn zastave, uzevši oblik uzvojnice DNK-a kao početnu točku i kombinirajući ju s bojama zemlje (zeleno), neba (plavo) i sunca (žuto).

## Uporaba zastave
Nizozemske općine i veleposlanstva ističu zastavu ljudskih prava 10. prosinca. Na taj se dan svake godine obilježava Dan ljudskih prava, u znak sjećanja na Opću deklaraciju o ljudskim pravima koju su Ujedinjeni narodi usvojili toga dana 1948. godine.
Zastava se također podiže 21. ožujka, na Međunarodni dan borbe protiv rasizma i diskriminacije i na spomen prošlosti ropstva.

## Vanjska poveznica
- Mrežna stranica Zastave ljudskih prava